# Evere
Evere  er en af de 19 kommuner i Belgien som udgør hovedstadsregionen Bruxelles. Kommunen ligger i den nordøstlige del af regionen. Den grænser til Woluwe-Saint-Lambert mod syd, Schaerbeek mod vest, Bruxelles Kommune mod nord, samt til Zaventem i Flandern mod øst. Som alle kommuner i Bruxelles-regionen er den lovmæssigt tosproget (fransk-hollandsk). Den hedder Evere på begge sprog, men med forskellig udtale.
Pr. 1. januar 2025 havde kommunen 45.892 indbyggere. Det samlede areal var 5,1 km2, og befolkningstætheden 8.955/km2.